# Fred Funk

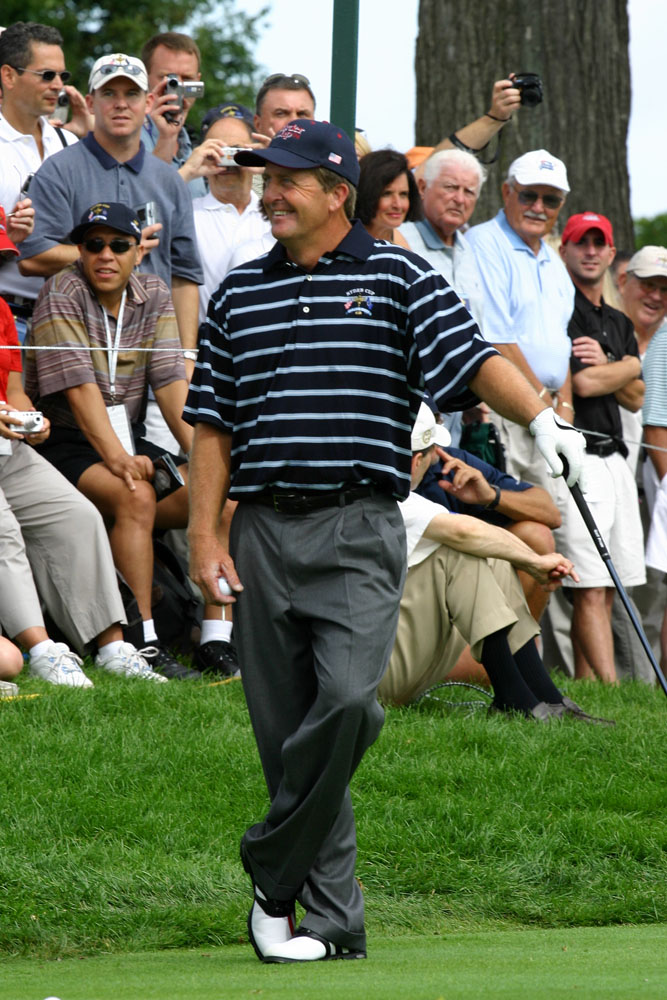
Fred Funk in 2004

Frederick Funk (Takoma Park, Maryland, 4 juni 1956) is een Amerikaanse professioneel golfer. Hij woont in Ponte Vedra Beach, Florida.
Funk speelt sinds 1989 op de Amerikaanse PGA Tour. Zijn eerste overwinning behaalde hij in 1992 met het Shell Houston Open. In 2007 was hij de eerste winnaar van een PGA toernooi in Mexico.

## Afslag
De PGA statistieken tonen dat zijn afslagen relatief kort zijn, maar hij heeft in veertien jaar zeven keer aan de top gestaan voor het belanden op de fairway ('hit fairway'). Op 28 maart 2005 speelde hij een Skins Game gekleed in een roze rok van Annika Sörenstam. Dit was het resultaat van een weddenschap, die hij van haar verloor toen bleek dat zij verder kon afslaan.

## Gewonnen

### PGA Tour
- 1992: Shell Houston Open, Ideon Classic at Pleasant Valley
- 1995: Buick Challenge
- 1996: B.C. Open na play-off tegen Pete Jordan
- 1998: Deposit Guaranty Golf Classic
- 2004: Southern Farm Bureau Classic
- 2005: The Players Championship
- 2007: Mayakoba Classic at Riviera Maya na play-off tegen José Cóceres

### Anders
- 1983: Maryland Open
- 1984: Foot-Joy PGA Assistant Professional Championship
- 1987: Maryland Open
- 1993: Mexican Open
- 2005: Merrill Lynch Skins Game (not an official event on the PGA Tour), CVS Charity Classic (with Chris DiMarco)

### Champions Tour
Sinds 2006 speelt Funk op de Champions Tour. Hij stond op dat moment in de top-50 van de wereldranglijst en won in 2007 nog een toernooi op de PGA Tour. Hij was toen de tweede senior speler in dertig jaar die een overwinning binnenhaalde.
Zijn eerste toernooi op de Champions Tour was het US Senior Open, waar hij op de 11de plaats eindigde. Inmiddels heeft hij twee Senior Majors gewonnen, The Tradition in 2008 en het US Senior Open in 2009. 
Onderstaande lijst is niet chronologisch, want in 2006 en 2007 was de volgorde anders. Sinds 2008 wordt de huidige volgorde gehanteerd, zoals hieronder wordt aangegeven.
| Champions Tour Major Championships | 2006 | 2007 | 2008 | 2009 |
| ---------------------------------- | ---- | ---- | ---- | ---- |
| Senior PGA Championship            | =    | =    | =    | T5   |
| Senior British Open                | =    | =    | =    | T2   |
| US Senior Open                     | T11  | =    | 2    | 1    |
| The Tradition                      | =    | 11   | 1    | T5   |
| Senior Players Championship        | T11  | T3   | 2    | T7   |

MC = missed cut; T = Tie = gedeelde plaats; groen = gewonnen; geel = top-10.

## Teams
- Presidents Cup: 2003 (tie), 2005 (winnaars)
- Ryder Cup: 2004